# Großer Riesenkopf
Der Große Riesenkopf ist ein 1337 m ü. NHN hoher Berg im bayerischen Inntal.

## Lage
Der Berg liegt im östlichsten Teil der Wendelsteingruppe des Mangfallgebirges in den Bayerischen Voralpen auf dem Gebiet der Gemeinde Flintsbach am Inn. Er ist der Nachbargipfel des nur etwa 700 Meter südsüdöstlich liegenden 1338  Meter hohen Rehleitenkopfs,  mit dem er über einen etwa 1220 Meter hohen Pass verbunden ist. Südlich des Gipfels befindet sich der Bergbauernhof Hohe Asten. Östlich des Riesenkopfs liegen die Ruine der Burg Falkenstein und die Kirche am Petersberg.

## Aufstieg
Der Große Riesenkopf ist durch Wanderwege von den im Inntal gelegenen Orten Flintsbach am Inn und Brannenburg aus zu erreichen. Der Anstieg von Brannenburg verläuft über eine kurze mit Holztreppen und Drahtseil gesicherte Stelle. Die benachbarte Maiwand ist den Kletterern vorbehalten.